# Canon EOS R50
Die Canon EOS R50 ist eine spiegellose Systemkamera des japanischen Herstellers Canon. Sie wurde am 8. Februar 2023 vorgestellt und ist seit Ende März 2023 für rund 830 Euro (Deutschland, nur Gehäuse) verfügbar.

## Merkmale
Die R50 richtet sich an Einsteiger und ist der Nachfolger der spiegellosen Canon EOS M50.
Der in der R50 verwendete APS-C-Sensor entstammt der R10. Mit den anderen EOS-R-Modellen teilt sie sich außerdem die automatische Motiverkennung und die Schärfe- und Belichtungsnachführung bei Serienaufnahmen. Auf eine gehäuseinterne Bildstabilisation wurde allerdings verzichtet.
Focus-Stacking und Panorama-Stitching stehen zur Verfügung, GPS nicht.